# Un dollaro di fifa
Un dollaro di fifa ist eine 1960 entstandene Westernparodie, die Giorgio Simonelli inszenierte. Der Film wurde im deutschen Sprachraum nicht gezeigt.

## Handlung
Alamo und Mike ziehen durch den Westen Amerikas; um über die Runden zu kommen, arbeiten sie als fahrende Künstler, Schauspieler und Magier. Während einer Vorstellung für einen Indianerstamm schaffen sie es nicht, die Frau des Häuptlings, die sie für einen Trick gewinnen konnten, wieder erscheinen zu lassen. Auf der Flucht vor dem Stamm kommen sie nach Paradise City, wo sie für den Ersatz des gerade erschossenen Sheriffs gehalten werden, den die Bürger erwarten.
Mike und Alamo schlüpfen in die Rollen, die ihnen aufgezwungen werden – auch wegen der beiden Töchter des Sheriffs, Alice und Sara. Wieder und wieder scheitern sie beim Versuch, das Missverständnis aufzuklären; als der die Stadt bedrohende Banditenboss sich durch ihre Zauberkunststücke hinhalten lässt, da er einem angeblichen Haarwuchsmittel vertraut, scheinen sie Erfolg zu haben. Nach weiteren Verwicklungen finden sie sich jedoch geknebelt und gefesselt dem Galgen ausgeliefert. Ein weiterer Trick rettet sie; und nachdem sie die Banditen nun doch erledigen konnten, setzen Alamo und Mike ihre Wanderschaft durch den Westen nun mit Alice und Sara fort.

## Kritik
Pietro Bianco urteilte im Il Giorno kurz: „Derber Schwank ohne Besonderheiten, zum Vergessen.“.

## Bemerkungen
Der Film ist eine Parodie auf Howard Hawks’ Rio Bravo, dessen italienischer Titel Un dollaro d'onore lautet.